# 孔大寺山
孔大寺山（こだいしやま、こだいじさん）は、福岡県宗像市池田と遠賀郡岡垣町との境にある標高499メートルの山で、宗像四塚の最高峰である。東は金山、西は湯川山、南は白山へと連なる。

## 概要
四塚連山の他の山と同様に一億年前の海底火山の噴火によってできた山である。
宗像郡誌によると、山の頂上に大穴があるので孔大寺山と呼ぶに至ったのだと伝えられており、その大穴に荒神である大蛇が住んでおり人身御供を行っていたが、伝教大師の法施を乗れてから、邪神が現われぬようになったとも云われている。
八合目に孔大寺神社（孔大寺権現）があり、麓の池田交差点近くにある参道入り口の第一の鳥居から本宮迄は石段で八百段で、祭神は大己尊命、少名彦命である。
また、県指定天然記念物の大イチョウ樹高34.6メートル、幹回り6メートル、根回り9.4メートル。樹齢は300年（推定）がある。
701年に役行者が宝満山、英彦山との三部習合之峰を開き、山伏の修験道場三山の一つに数えられる霊場として栄え、三山では、何カ年ごと交互に峰入行事が実施されていた。麓の小字仙岳に、山伏の屋敷跡が多数残っていて仙岳坊と呼ばれてた。

## 地理
- 旧宗像郡と遠賀郡の境にある。